# Manni Norkett
Manni Norkett (?, 2004. október 30. –) angol labdarúgó, a Nottingham Forest játékosa, posztját tekintve támadó.

## Pályafutása
Az angliai Nottingham városában született és North Muskhamben nőtt fel. Először a helyi Collingham U5-ös csapatában kezdett el játszani, majd később játszott a korábbi Saint Kitts és Nevis-i válogatott Dean Walling által vezetett Deano’s Soccer Academy csapatában is. Megfordult továbbá a Newark Town, az RHP Colts, a Nottingham Forest, a Manchester City, a Grimsby Town és a Sheffield United akadémiáján is, mielőtt csatlakozott a Premier League-ben szereplő Manchester Unitedhez 2018-ban.
2021 decemberében Norkett egy hónapos kölcsön keretén belül a Northern Premier League-ben szereplő Gainsborough Trinity csapatához került, ezzel ő lett az első játékos 1907 óta, aki megfordult mindkét csapatnál.
2023. június 29-én bejelentették, hogy Norkett visszatér Nottinghambe és a Nottingham Foresthez igazol az együttes U21-es csapatának tagjaként.

## Statisztika

### Klubcsapatban
2022. november 2-i állapot szerint.
| Klub                              | Szezon         | Bajnokság               | Bajnokság | Bajnokság | FA Kupa | FA Kupa | Ligakupa | Ligakupa | Kontinentális kupa | Kontinentális kupa | Más | Más | Összesen | Összesen |
| Klub                              | Szezon         | Bajnokság               | P.        | Gól       | P.      | Gól     | P.       | Gól      | P.                 | Gól                | P.  | Gól | P.       | Gól      |
| --------------------------------- | -------------- | ----------------------- | --------- | --------- | ------- | ------- | -------- | -------- | ------------------ | ------------------ | --- | --- | -------- | -------- |
| Manchester United U21             | 2021–22        | —                       | —         | —         | —       | —       | —        | —        | —                  | —                  | 1   | 0   | 1        | 0        |
| Manchester United U21             | 2022–23        | —                       | —         | —         | —       | —       | —        | —        | —                  | —                  | 2   | 0   | 2        | 0        |
| Manchester United U21             | Összesen       | Összesen                | 0         | 0         | 0       | 0       | 0        | 0        | 0                  | 0                  | 3   | 0   | 3        | 0        |
| Manchester United                 | 2021–22        | Premier League          | 0         | 0         | 0       | 0       | 0        | 0        | 0                  | 0                  | 0   | 0   | 0        | 0        |
| Manchester United                 | 2022–23        | Premier League          | 0         | 0         | 0       | 0       | 0        | 0        | 0                  | 0                  | 0   | 0   | 0        | 0        |
| Manchester United                 | Összes         | Összes                  | 0         | 0         | 0       | 0       | 0        | 0        | 0                  | 0                  | 0   | 0   | 0        | 0        |
| Gainsborough Trinity (kölcsönben) | 2021–22        | Northern Premier League | 2         | 0         | 0       | 0       | –        | –        | –                  | –                  | 0   | 0   | 2        | 0        |
| Gainsborough Trinity (kölcsönben) | Összes         | Összes                  | 2         | 0         | 0       | 0       | 0        | 0        | 0                  | 0                  | 0   | 0   | 2        | 0        |
| Nottingham Forest                 | 2023-24        | Premier League          | 0         | 0         | 0       | 0       | 0        | 0        | 0                  | 0                  | 0   | 0   | 0        | 0        |
| Nottingham Forest                 | Összes         | Összes                  | 0         | 0         | 0       | 0       | 0        | 0        | 0                  | 0                  | 0   | 0   | 0        | 0        |
| Karrier összes                    | Karrier összes | Karrier összes          | 2         | 0         | 0       | 0       | 0        | 0        | 0                  | 0                  | 3   | 0   | 5        | 0        |

1. 1 2  Pályára lépések az EFL Trophy-ban

## Fordítás
Ez a szócikk részben vagy egészben  a   Manni Norkett című angol Wikipédia-szócikk fordításán alapul.  Az eredeti cikk szerkesztőit annak laptörténete sorolja fel. Ez a jelzés csupán a megfogalmazás eredetét és a szerzői jogokat jelzi, nem szolgál a cikkben szereplő információk forrásmegjelöléseként.